# Amani al-Khatahtbeh

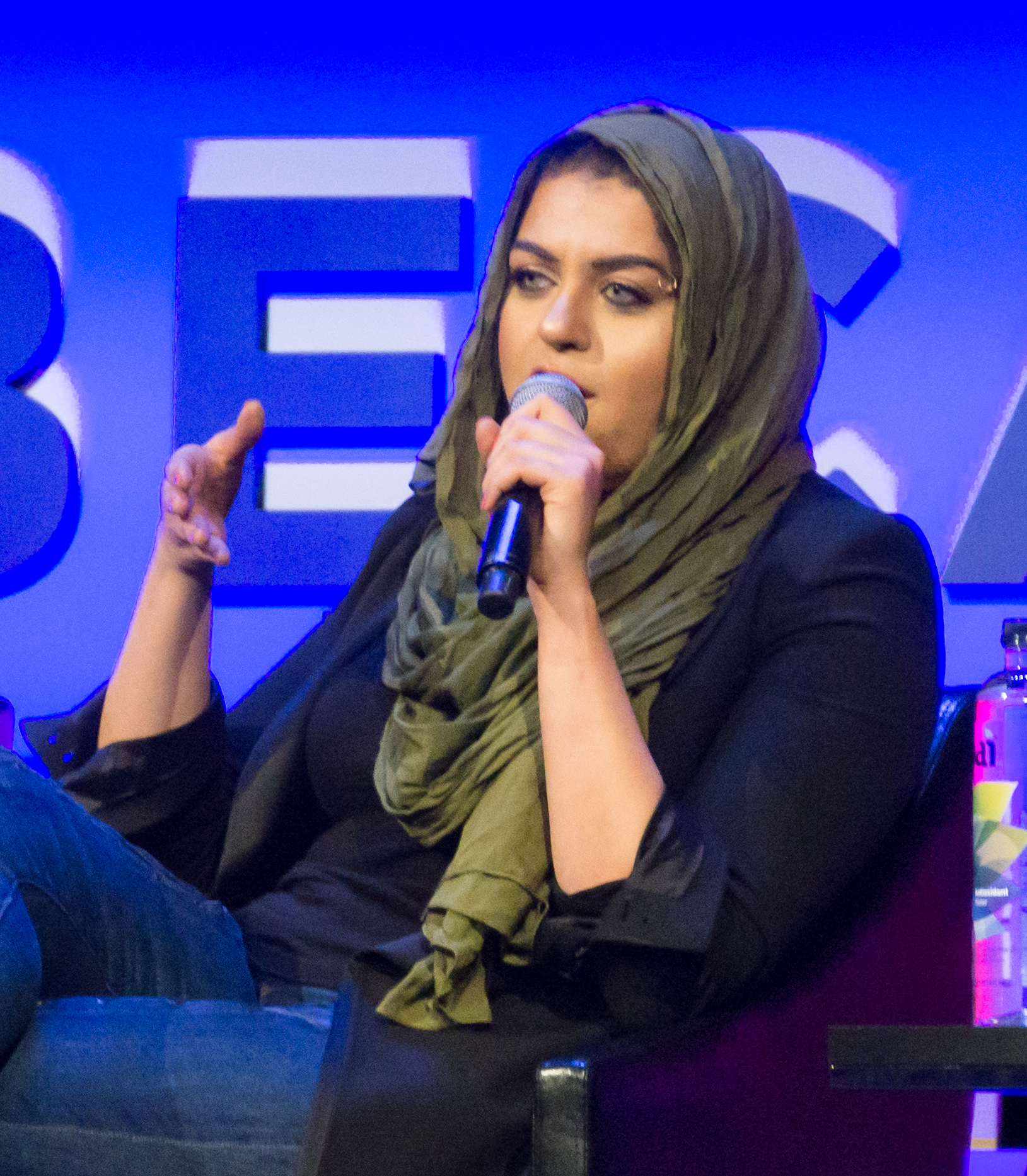
Amani al-Khatahtbeh (2018)

Amani Al-Khatahtbeh (arabisch أماني الخطاطبة) ist eine amerikanische Autorin, Aktivistin und Unternehmerin. Sie ist die Gründerin von MuslimGirl.com, einem Blog für muslimische Frauen. 2016 war sie Teil der Forbes 30 Under 30 in Media für ihre Arbeit an MuslimGirl. Sie wurde von CNN als eine der 25 einflussreichsten muslimischen Amerikaner gelistet. Al-Khatahtbeh trat in der Vorwahl der Demokraten für das US-Repräsentantenhaus im sechsten Kongressbezirk von New Jersey 2020 erfolglos an.

## Herkunft und Ausbildung
Al-Khatahtbeh wuchs in New Jersey auf. Ihre arabischen Eltern haben einen jordanischen und palästinensischen Hintergrund. Als sie 13 Jahre alt war, beschloss ihre Familie wegen zunehmender Gewalt gegen die muslimische Gemeinschaft in den USA nach Jordanien zu ziehen. Nachdem ihre Mutter erkrankte, kehrte ihre Familie nach New Jersey zurück, um näher bei ihrer Verwandtschaft zu sein, die immer noch dort lebte. Zurück in New Jersey, fühlte al-Khatahtbeh sich immer noch ihrer muslimischen Identität näher und entschied sich dafür, einen Hijab als ein Zeichen des Widerstandes gegen Islamophobie zu tragen. Weil es im Internet keine Gemeinschaft von jungen Muslimas gab, gründete sie 2009, mit 17 Jahren, MuslimGirl.com. Gemeinsam mit Freunden aus ihrer Moschee veröffentlichte al-Khatahtbeh Artikel auf ihrem Blog.
Nach ihrer Highschool-Ausbildung besuchte sie die Rutgers University,  an der sie 2014 ihren Abschluss in Politikwissenschaften machte. Danach arbeitete sie für eine gemeinnützige Organisation mit Sitz in Washington, D.C., anschließend arbeitete sie für kurze Zeit in New York für eine wichtige Medienorganisation.

## Karriere

### MuslimGirl
Anfang 2015 hatte MuslimGirl einige ehrenamtliche Mitarbeiter und erlebte einen großen Zuwachs seiner Leserschaft. 2018 verzeichnete die Seite 1,7 Millionen Zugriffe.
2016 arbeitete al-Khatahtbeh mit der Teen Vogue für eine Online-Serie über Probleme von jungen muslimischen Frauen zusammen.
Am 27. März 2017 rief MuslimGirl.com den Tag der muslimischen Frauen ins Leben, um die Darstellung von Muslimas in den Medien zu erhöhen.

### Literarische Karriere
Al-Khatahtbehs Buch MuslimGirl: A Coming of Age erschien im Oktober 2016. Sie war Diskussionsteilnehmerin am Brisbane Writers Festival 2017 in Brisbane, Queensland, Australien.

## Politik
Am 4. April 2020 verkündete Al-Khatahtbeh als erste muslimische Frau ihre Kandidatur im Rennen um die Repräsentation des sechsten Kongressbezirkes von New Jersey. In der Vorwahl der Demokraten waren ihre Gegner der Amtsinhaber, Frank Pallone, und der Anwalt Russ Cirincione.
Al-Khatahtbehs Kampagne fokussierte sich auf progressive Themen, wie die Bürgerversicherung Medicare for All, den Green New Deal, Schuldenerlass für Studenten, kostenlose öffentliche Universitäten, eine Strafrechtsreform und den staatlichen Mindestlohn von $15.

## Kontroversen
John-Paul Pagano beschuldigte im Tablet Magazine MuslimGirl.com, Artikel mit antisemitischen Sichtweisen zu veröffentlichen, insbesondere einen Artikel, in dem Verschwörungstheorien über die israelische Regierung wiedergegeben werden. Darin wird die Regierung Israels beschuldigt, Organraub finanziert zu haben.
Im November 2020 wurde al-Khatahtbeh nach einem Streit mit einem anderen Flugpassagier für kurze Zeit festgenommen und am Newark Liberty International Airport aus einem Flugzeug eskortiert. Sie gab an, nach der Meinungsverschiedenheit zu Unrecht herausgegriffen worden zu sein.